# (38459) 1999 TX12
1999 TX12 (asteroide 38459) é um asteroide da cintura principal. Possui uma excentricidade de 0.06687010 e uma inclinação de 5.63476º.
Este asteroide foi descoberto no dia 10 de outubro de 1999 por Charles W. Juels em Fountain Hills.